# Joe Machine

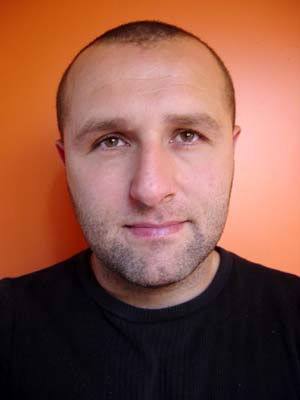
Joe Machine

Joe Machine (eigentlich Joseph Stokes; * 6. April 1973 in Chatham, Kent), ist ein britischer Maler, Dichter und Autor. Er ist Gründungsmitglied der britischen Stuckisten. Sein Werk wird als „rau und autobiografisch“ beschrieben.

## Leben
Joe Machine stammt aus einer Roma-Familie von der Isle of Sheppey und wurde in Chatham (Kent) geboren. Als er sechs Jahre alt war, verbot ihm seine Lehrerin, eine Abbildung von Incredible Hulk zu zeichnen, woraufhin er sie mit einem Zirkel stach. Zwei Jahre später sah er Diana Dors, die ihm aus einem Fenster des Hotel Ritz am Piccadilly winkte. Er verliebte sich in sie, und sie wurde zu einer Ikone in seinem späteren Werk.

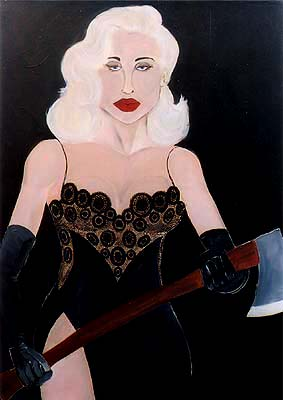
Joe Machine. Diana Dors with an Axe

Sein frühes Leben war durch kleine Verbrechen geprägt. Nach Diebstahl- und Einbruchsdelikten verbrachte er ab 1988 einige Jahre in Besserungsanstalten in Rochester und Dover. Eine Zeitlang empfing er Arbeitslosengeld, später leitete er die familieneigene Spielhölle in Leysdown, züchtete Rottweiler und war Türsteher in den Nachtclubs von Süd-London.
Ungefähr 1988 begann er zu malen, ohne je Unterricht an einer Kunsthochschule gehabt zu haben. Er beschrieb die kreative Arbeit später als Ausweg aus dem sozialen Hintergrunde, in dem er sich gefangen sah: „Painting and writing have been far better for me than any of the mistakes I made in stealing and fighting.“ („Malen und Schreiben waren für mich weit besser als die Fehler die ich mit dem Stehlen und Prügeln gemacht habe.“) Seit 1998 wird er psychotherapeutisch behandelt. Er sagte dazu: „The violence and the stealing and the aggressive manipulation in sex — these things have been done because actually I'm quite a frightened little fucker inside — it's a byproduct of my vulnerability.“ („Die Gewalt und das Stehlen und die aggressive Manipulation im Sex - diese Dinge wurden getan weil ich in Wirklichkeit in meinem Inneren ein verängstigter kleiner Wichser bin - sie sind ein Produkt meiner Verletzlichkeit“)
1999 war er eines der zwölf ursprünglichen Gründungsmitglieder der Stuckisten. Sein Gemälde Diana Dors with an Axe wurde auf dem vorderen Cover des ersten Buches der Gruppe, The Stuckistsund als Plakatmotiv für die The Real Turner Prize Show in Shoreditch verwendet.

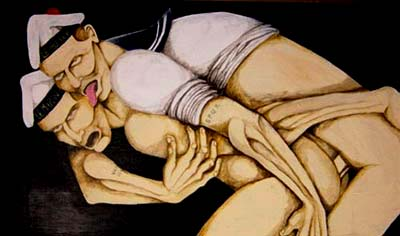
Joe Machine: Sea Shanty

Machine hat zahlreich mit den Stuckisten ausgestellt, so in ihrer ersten Ausstellung in einem Museum, der Walker Art Gallery für den 2004 Liverpool Biennial. Die Ausstellung namens The Stuckists Punk Victorian war eine endgültige Vorstellung des Gesamtwerks der Stuckisten, und Machine galt als einer der Hauptvertreter. Mit Bezug auf das Gemälde Sea Shanty schrieb der Kritiker Mark Lawson:
„Obwohl sie sich gegen die Begriffskunst wenden, stehen sie zweifellos nicht für die konventionelle Malerei. Das sind sehr heftige und explizite Bilder, besonders ein Gemälde zu meiner Linken, in dem ein Seemann einen anderen Seemann von hinten nimmt - das ist vermutlich so weit wie man in einer Beschreibung gehen kann. Und das ist ein Bild, das sehr gewagt, sehr explizit ist, so dass es zu Protesten und Beschwerden führen könnte.“

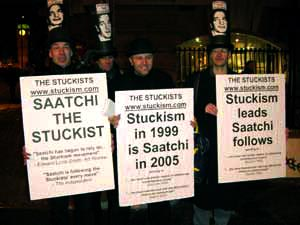
Joe Machine (Dritte von links) an der Saatchi Gallery, 2005.

Im Januar 2005 nahm er an einer Demonstration der Stuckisten anlässlich der Eröffnung der Ausstellung Triumph of Painting in der Saatchi Gallery in London teil und trug dort ein Plakat auf dem Stuckism 1999 is Saatchi in 2005 stand. Im Dezember war er Teil des Protests der Stuckisten anlässlich des Turner Prize in der Tate Britain, dessen Ziel es war, Aufmerksamkeit auf den Kauf eines Werkes von Chris Ofili durch die Tate Britain zu lenken, eines Mitglieds des Aufsichtsrates der Tate, und den Rücktritt ihres Direktors, Sir Nicholas Serota, zu verlangen.
Machine war einer der 10 führenden Stuckisten, die in der Ausstellung Go West in der Galerie Spectrum in London im Oktober 2006 stattfand. Sechs seiner Bilder wurden schon vor der Eröffnung er Ausstellung verkauft.
Machine sagte über die Stuckisten: „[S]ome of the paintings are not all that marvellous ... But everyone's painting and getting involved“ („[E]inige der Bilder sind nicht gerade wunderbar... aber jeder malt und bringt sich ein.“) Billy Childish besitzt einen Machine der eine Frau darstellt, die sich die Pulsadern aufschneidet. Childish beschreibt das Bild als „ziemlich verstörend“.
Machine war Sänger der junk Band The Dirty Numbers und hat sechs Gedichtbändeveröffentlicht.
2003 heiratete er Charlotte Gavin, die auch mit den Stuckisten ausgestellt hat.

## Kunst

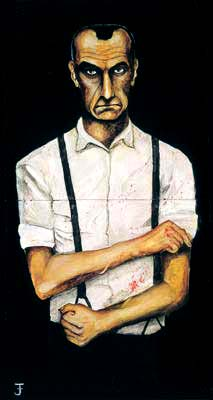
Joe Machine. My Grandfather Will Fight You.

Seine Arbeit ist stark autobiografisch und zeichnet häufig Lebenserfahrungen von Sex und Gewalt nach. Er arbeitet mit einer begrenzten Anzahl von meist fünf Farben (anfangs aufgrund seiner Armut) und nannte seinen Großvater, der ebenfalls malte, als Haupteinfluss.
Wiederkehrende Motive sind abgezehrte Frauen, Seeleute und Blutvergießen. Er malte kämpfende Hunde (davon einer tot) und einen Seemann mit aufgeschlitzter Kehle. Andere Bilder sind Ute Lemper und Diana Dors mit einer Axt und auch mit einem Maschinengewehr. My Grandfather Will Fight You stellt einen hageren älteren Mann mit geballten Fäusten und einem blutbeschmierten Hemd dar. Es wurde auf zwei alte hölzerne Brettern gemalt, die er zusammen nagelte (die Verbindung ist als waagrechte Linie in der Mitte zu erkennen). Zu dieser Arbeit äußerte Machine:
„My grandfather was a Romany boxer, but sometimes fought bare-knuckle, which his own father did for a living. I loved my grandfather, although I was aware that other people were frightened of him. He always treated me with a great deal of love. It’s left me between two worlds – love and violence. It was definitely an emotive painting: I felt he was looking at me. In some ways he wouldn’t have been very happy about it, because he was a very private man. What I study more than anything else is the human shadow. The need to paint something until you’ve shown as much of it as you can.“
(„Mein Großvater war ein Roma-Boxer, kämpfte aber manchmal auch ohne Handschuhe, womit sein eigener Vater seinen Lebensunterhalt verdient hatte. Ich liebte meinen Großvater, obwohl ich bemerkte, dass sich andere Leute vor ihm fürchteten. Er behandelte mich immer mit viel Liebe. Dies ließ mich zwischen zwei Welten zurück – Liebe und Gewalttätigkeit. Es war definitiv ein emotionales Bild: Ich fühlte, dass er mich beobachtete. Irgendwie wäre er nicht sehr glücklich damit gewesen sein, weil er ein sehr zurückhaltender Mann war. Was ich mehr studiere als alles andere ist der menschliche Schatten. Die Notwendigkeit, etwas zu malen, bis man so viel von ihm gezeigt hat, wie man kann.“)

## Auszeichnungen
- The Real Turner Prize[1]

## Galerie

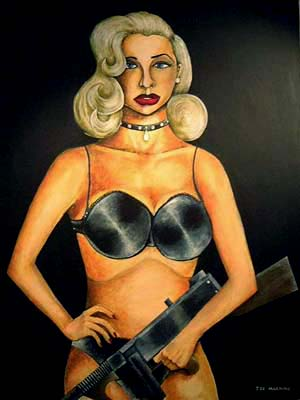
Diana Dors with a Machine Gun
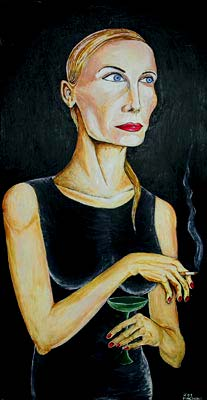
Ute Lemper
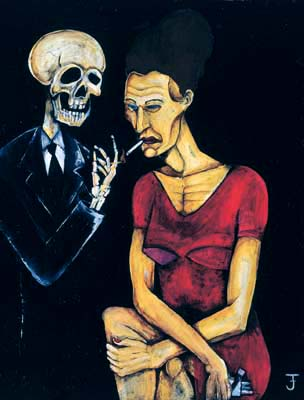
My Mother's Last Cigarette
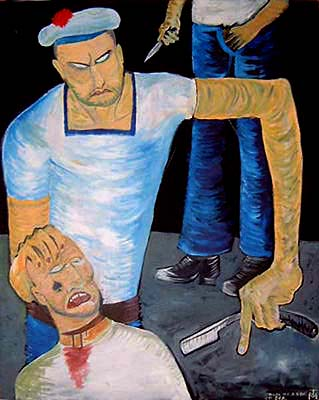
Sailor on a Sea of Sex
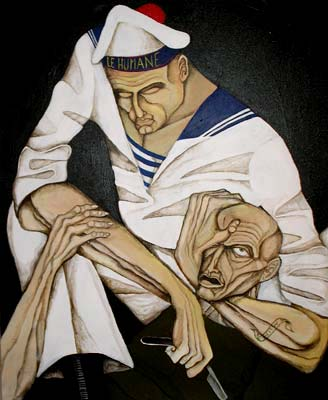
Sex Crime Variation 2
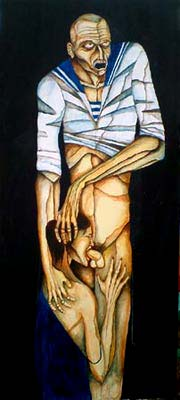
Oral Sex
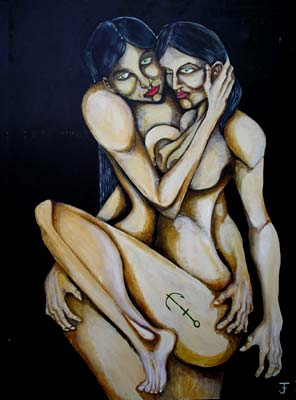
Two Girlies
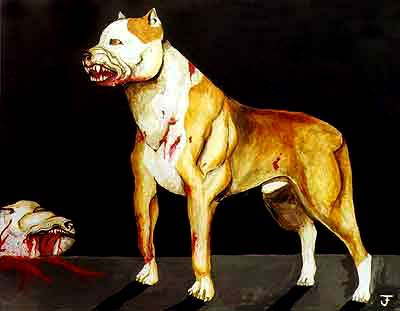
Until the Last Dog Is Hung